# Heinrich von Achenbach

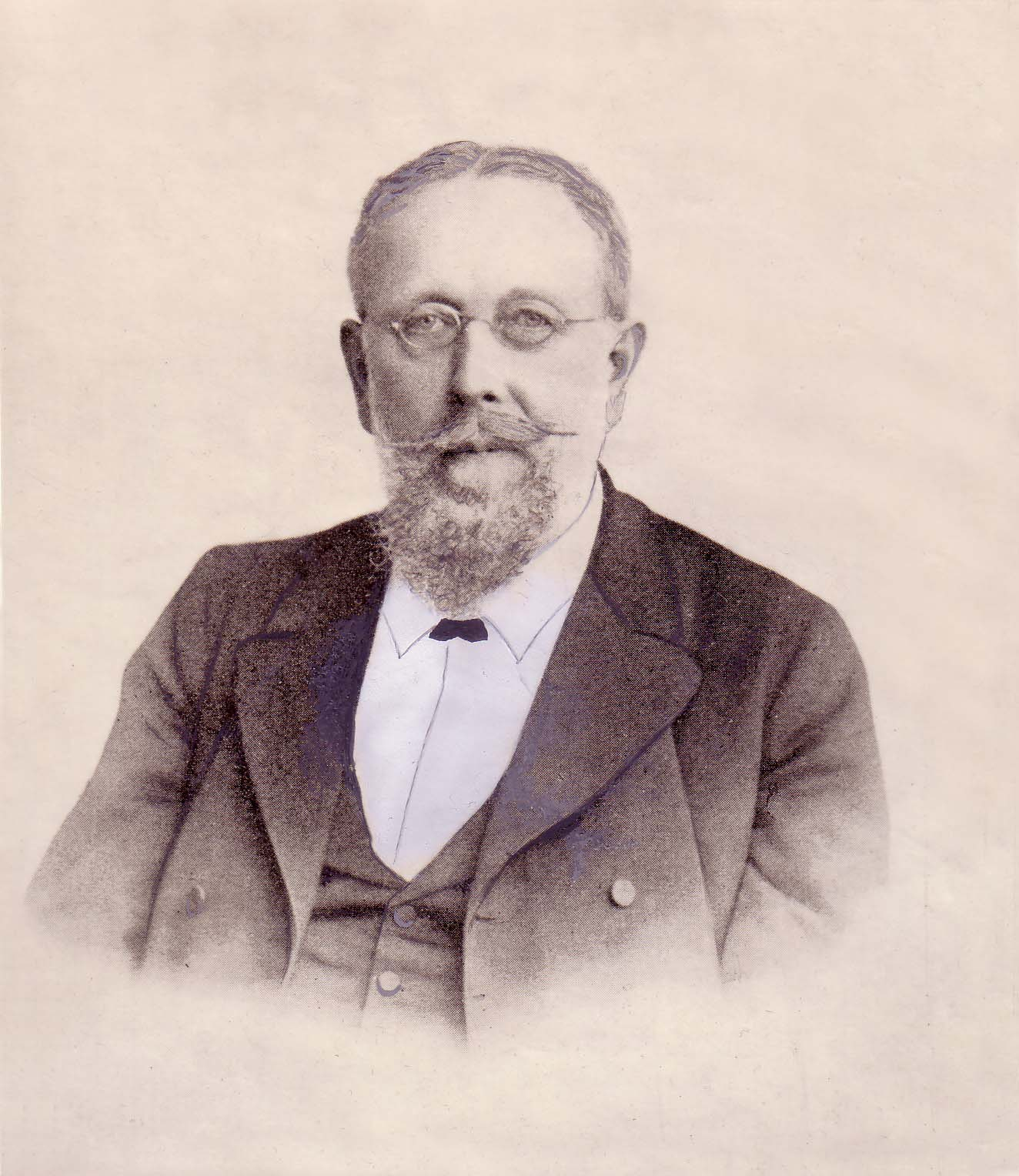
Heinrich von Achenbach

Heinrich Karl Julius Achenbach, seit 1888 von Achenbach, (* 23. November 1829 in Saarbrücken; † 9. Juli 1899 in Potsdam) war ein deutscher Bergrechtler, preußischer Beamter und Politiker der Freikonservativen Partei. Er war von 1867 bis 1898 Abgeordneter im Preußischen Landtag, von 1873 bis 1878 preußischer Handelsminister, 1874 kurzzeitig Mitglied des Reichstages, 1878 Oberpräsident der Provinz Westpreußen und 1879 bis 1899 Oberpräsident der Provinz Brandenburg.

## Leben
Die Familie Achenbach stammte aus dem Siegerland. Achenbachs Großvater Heinrich führte die Abordnung, die 1815 erreichte, dass Preußen das Siegerland zugeschlagen wurde. Sein Vater übernahm vorübergehend die Aufsicht über die Bergmannskassen in Saarbrücken, wo Heinrich Achenbach geboren wurde. Die Familie zog kurz darauf wieder nach Siegen, wo Heinrich und sein älterer Bruder Adolf Achenbach (später Berghauptmann in Clausthal) aufwuchsen.
Achenbach besuchte das Archigymnasium in Soest. Im Revolutionsjahr 1848 trat der Primaner bei einer politischen Kundgebung als Redner auf. Er studierte an der Friedrich-Wilhelms-Universität zu Berlin und der Rheinischen Friedrich-Wilhelms-Universität Bonn Rechtswissenschaft, wurde im  Corps Guestphalia Berlin (1849) und im Corps Rhenania Bonn (1850) recipiert. Nach dem Referendariat und der Promotion zum Dr. iur. in Bonn 1855 kam er 1856 als Gerichtsassessor ans Kreisgericht Siegen.
Ab 1858 war Achenbach, zunächst als „Hilfsarbeiter“, am Oberbergamt Bonn tätig. 1859 folgte die Habilitation, im selben Jahr wurde er zum Kreisrichter ernannt. Daneben lehrte er als Privatdozent an der Universität Bonn und der Landwirtschaftlichen Akademie Poppelsdorf, 1862 wurde er zum außerordentlichen Professor ernannt. Gemeinsam mit Hermann Brassert gründete Achenbach 1860 die Zeitschrift für Bergrecht, die zum führenden Fachblatt im deutschsprachigen Raum wurde und auch international anerkannt war. Beim Oberbergamt Bonn übernahm er 1864 die Position des Justitiars mit der Amtsbezeichnung Oberbergrat.
Im Jahr 1866 wurde Achenbach zum Geheimen Bergrat ernannt, er wechselte als Vortragender Rat in die Bergabteilung des preußischen Handelsministerium nach Berlin. Achenbach war Mitbegründer der Freikonservativen Partei im Jahre 1867 und Abgeordneter für den Siegener Wahlkreis in der zweiten Kammer des Preußischen Landtags, dem er bis 1898 angehörte. Vom preußischen Handelsministerium wechselte Achenbach 1870 ins Reichskanzleramt, wo er unter Bismarck während des Kriegs 1871 den Ausbau der freiwilligen Krankenpflege organisierte. Außerdem war er an der Ausarbeitung des Haftpflichtgesetzes (zur Versicherung von Schäden an Leib und Leben in Bergwerken, durch Eisenbahnen und ähnlichen gefährlichen Unternehmen) sowie an einem Gesetzesentwurf betreffend die privatrechtliche Stellung von Vereinen beteiligt (der insbesondere für Arbeiterrechte von Bedeutung war). 1872 wurde er Unterstaatssekretär im preußischen Kultusministerium, wo er die Unterrichts- und Medizinalabteilung leitete. Seine aktive Mitwirkung an der Kulturkampfgesetzgebung hatte jedoch keinen Einfluss auf seine langjährigen Freundschaften mit August Reichensperger und dem Limburger Bischof Klein.
Am 13. Mai 1873 wurde Achenbach zum preußischen Minister für Handel, Gewerbe und öffentliche Arbeiten (ab April 1878 ohne das Ministerium der öffentlichen Arbeiten) ernannt, wo zu Achenbachs Leistungen eine Neuregelung des Patentwesens, grundlegende Maßnahmen der Sozialgesetzgebung und ein Ausbau der deutschen Eisenbahnen zählen. Unter seiner Leitung wurde das Hilfskassengesetz von 1876 erarbeitet und 1878 die Gewerbeordnung novelliert. Bismarck ließ ihn fallen, als Achenbach nicht die Pläne zur Verstaatlichung der Eisenbahnen umsetzen konnte, die sein Nachfolger Albert von Maybach dann durchführte. Nach dem Rücktritt im Jahre 1878 folgte die Berufung zum Oberpräsidenten von Westpreußen, im darauffolgenden Jahr von Brandenburg. Die Nobilitierung erfolgte am 5. Mai 1888.
Im Jahr 1874 wurde Achenbach für den Wahlkreis Regierungsbezirk Arnsberg 1 (Wittgenstein – Siegen – Biedenkopf) zum Mitglied des Reichstages gewählt. Er war kein Fraktionsmitglied, hospitierte jedoch bei der Fraktion der Deutschen Reichspartei. Er war nur sehr kurz Reichstagsmitglied, da durch seine Ernennung zum Bundesratsbevollmächtigten sein Reichstagsmandat im September 1874 erlosch. 1882 wurde ihm anvertraut, den damaligen Prinzen Friedrich Wilhelm (später Kaiser Wilhelm II.) in die Zivilverwaltung einzuführen.
Er veröffentlichte zahlreiche Beiträge zur Stadtgeschichte Siegens und zur Siegerländer Geschichte: seine Doktorarbeit 1854 verglich etwa das Siegener und das Soester Stadtrecht. Er wurde 1887 Ehrenbürger der Stadt Siegen.

## Familie
Heinrich von Achenbach war der Sohn des Bergrates Heinrich Moritz Achenbach (* 10. April 1797 in Siegen; † 4. Juli 1865 ebenda) und dessen Frau Juliane geborene Achenbach (* 30. Oktober 1793 in Siegen; † 18. Oktober 1883 in Potsdam).
Heinrich von Achenbach heiratete am 8. August 1859 in Soest Marina Rollmann (* 29. April 1832 in Soest; † 6. Juni 1889 in Potsdam), die Tochter des Kataster- und Steuerkontrolleurs Karl Friedrich Moritz Rollmann und dessen Frau Henriette Luise Dorothea Helene geborene Vörster. Aus der Ehe gingen die Söhne Heinrich und Adolf hervor.

## Ehrungen
Am 8. Februar 1887 verlieh die Stadt Siegen Heinrich von Achenbach die Ehrenbürgerwürde; in Berlin sind mehrere Bauwerke und Straßen nach ihm benannt:
- Achenbachbrücke, Berlin-Moabit – im Zweiten Weltkrieg zerstört, ersetzt durch den Wullenwebersteg
- Achenbachstraße (Bezirk Charlottenburg-Wilmersdorf)[10]
- Achenbachstraße (Berlin-Spandau)[11]
- Achenbachpromenade (Bezirk Tempelhof-Schöneberg)[12]

Die ehemalige Zeche Minister Achenbach und die Achenbachstraße in Brambauer (heute ein Gewerbepark) wurden 1897 mit seinem Namen verbunden.

## Schriften
- Das gemeine deutsche Bergrecht in Verbindung mit dem preußischen Bergrechte unter Berücksichtigung der Berggesetze Bayerns, Sachsens, Oesterreichs und anderer deutscher Länder. 1871. (Digitalisat)
- Ein Beitrag zur Darstellung der deutschen Flur- und Agrarverfassung. 1863.
- Das französische Bergrecht. 1869.
- Zeitschrift für Bergrecht. Begr. im Jahre 1860 von Hermann Brassert und Heinrich v. Achenbach; heute hrsg. im Auftrag des Bundesministeriums für Wirtschaft
- Die Haubergs-Genossenschaften des Siegerlandes. 1863. Neu hrsg. von d. Stadt Siegen, Forschungsstelle Siegerland 1963.
- Geschichte der Stadt Siegen. 1894. Nachdruck 1983 im Verlag Die Wielandschmiede / Kreuztal.
- Aus des Siegerlandes Vergangenheit. 1898. Nachdruck 1982 im Verlag Die Wielandschmiede / Kreuztal.